# Stuart Cloete
Stuart Cloete (Parigi, 23 luglio 1897 – Città del Capo, 19 marzo 1976) è stato uno scrittore, saggista e biografo sudafricano.

## Biografia
Nato a Parigi nel 1897 da madre scozzese e padre sudafricano di origine olandese, modesto studente (studiò in Francia e in Inghilterra con poco profitto), a soli diciassette anni prese parte alla prima guerra mondiale. Ferito due volte e colpito da amnesia, fu curato in un ospedale londinese ove incontrò un'infermiera volontaria, Eileen Horsman, che divenne la sua prima moglie. Ristabilitosi, tornò in Francia per poi trasferirsi, come agricoltore, in Sudafrica (patria di origine del padre), nella provincia del Transvaal. Fallito il suo primo matrimonio, abbandonò la moglie e tornò nuovamente in Inghilterra, per dedicarsi alla narrativa.
Il suo primo romanzo, Turning Wheels, pubblicato nel 1937, ebbe un grande successo: oltre due milioni di copie vendute. Il romanzo, per i temi trattati (il Grande Trek dei boeri che fuggivano dai nuovi occupanti britannici e la vicenda di una relazione tra persone di razza diversa), fu proibito in Sudafrica.
Mentre si trovava negli Stati Uniti per promuovere il suo romanzo, Cloete incontrò una giovane ventiduenne, Mildred Elizabeth West (Tiny), che divenne sua seconda moglie e con la quale convisse per tutto il resto della vita. Negli anni settanta pubblicò un'autobiografia in due volumi: A Victorian Son (1972) e The Gambler (1973).
I convincimenti politici di Cloete mutarono nel tempo. Da un'iniziale adesione al comunismo, disilluso dalla "brutalità" di quell'ideologia, si sposto su posizioni socialdemocratiche, per poi aderire infine al conservatorismo.
Morì a Città del Capo, a settantotto anni, nel 1976.

## Opere

### Narrativa
- Turning Wheels, 1937.
- The Hill of Doves, 1941.
- The Curve and the Tusk, 1952
- The Soldiers' Peaches, and Other African Stories, 1959
- Rags of Glory, 1963

### Saggi
- Storm Over Africa: a Study of the Mau Mau Rebellion, Its Causes, Effects, and Implications in Africa South of the Sahara, 1956.
- West With the Sun, 1962.
- South Africa: the Land, its People and Achievements, 1968.

### Biografie
- African portrait: a biography of Paul Kruger, Cecil Rhodes and Lobengula last king of the Matabele, 1946.
- A Victorian Son: an Autobiography. Volume 1: 1897-1922, 1972.
- The Gambler: an Autobiography. Volume 2: 1920-1939, 1973.

### Edizioni in lingua italiana
- Le ruote girano, traduzione di Lieta Nicodemi Viscardini, Milano, Bompiani, 1939.
- La collina delle colombe, traduzione di Aldo Camerino, Milano, Bompiani, 1952.
- Ritorno alla foresta, traduzione di Quirino Maffi, Milano, Bompiani, 1956.